# 彼德拉德爾阿吉拉

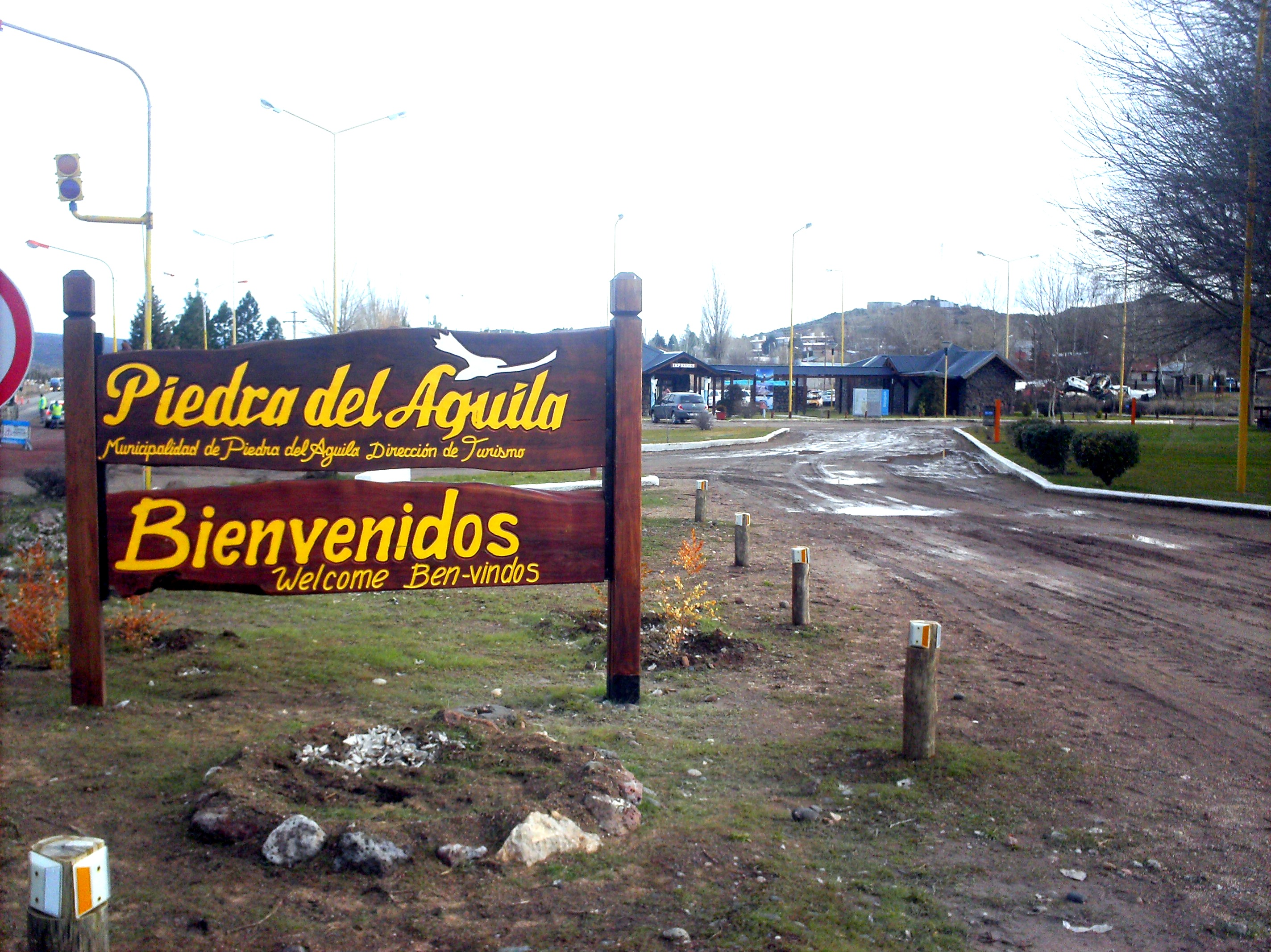
彼德拉德爾阿吉拉

40°2′S 70°4′W / 40.033°S 70.067°W
彼德拉德爾阿吉拉（西班牙語：Piedra del Águila），是阿根廷的城鎮，位於該國西部內烏肯省，是科永庫拉縣的首府，距離內烏肯211公里，始建於1897年4月8日，海拔高度491米，2001年人口3,372。